# Carebaricus rionegrensis
Carebaricus rionegrensis là một loài ruồi trong họ Asilidae. Carebaricus rionegrensis được Lamas miêu tả năm 1971. Loài này phân bố ở vùng Tân nhiệt đới.